# Langaha alluaudi
Espèce
Statut de conservation UICN

 LC  : Préoccupation mineure
Langaha alluaudi est une espèce de serpents de la famille des Lamprophiidae.

## Répartition
Cette espèce est endémique de Madagascar.

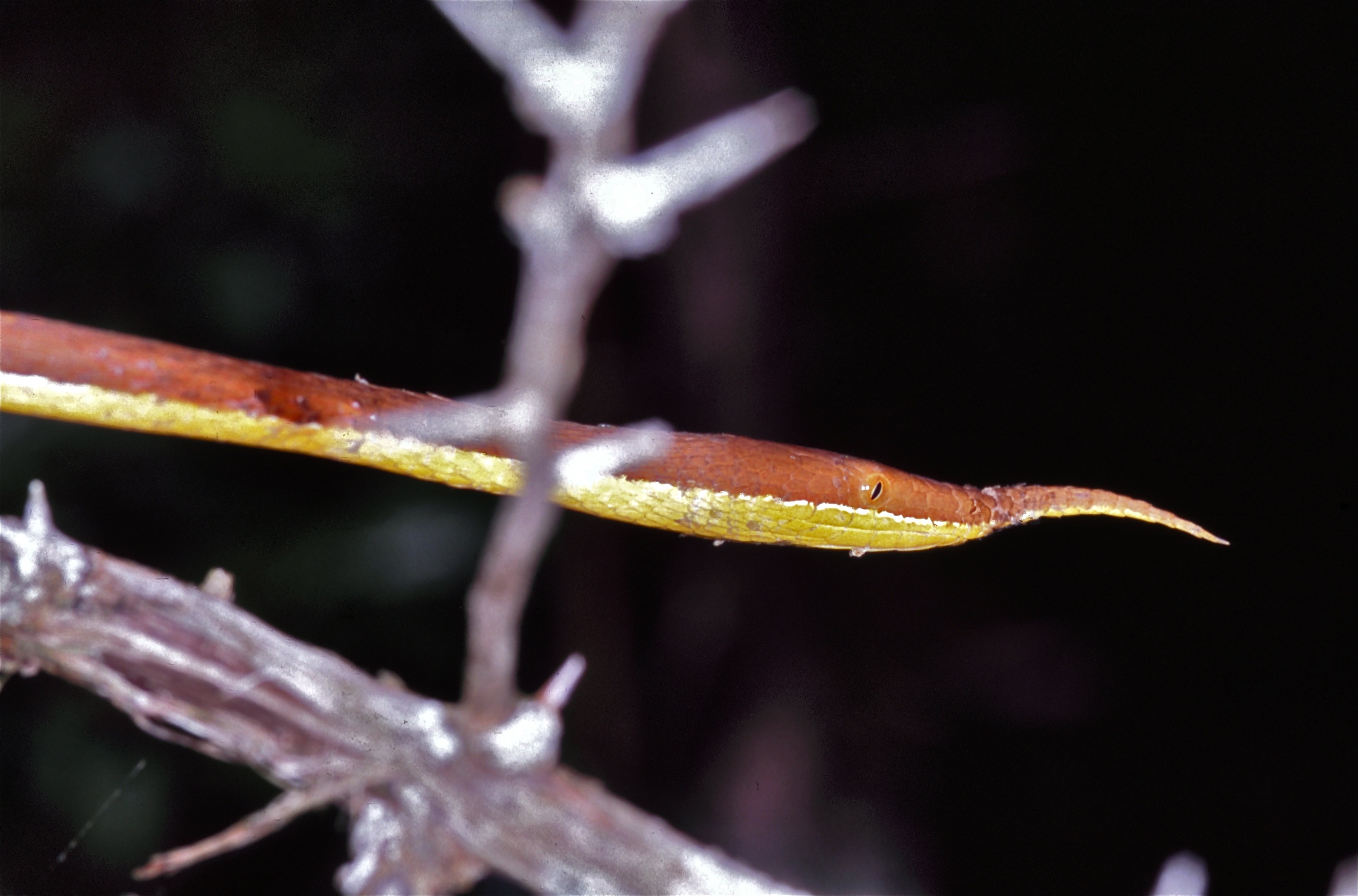
Langaha alluaudi mâle

## Étymologie
Ce genre est nommé en l'honneur de Charles Alluaud.

## Publication originale
- Mocquard, 1901 : Note préliminaire sur une collection de reptiles et de batraciens recueillis par M. Alluaud dans le sud de Madagascar. Bulletin du Muséum national d'histoire naturelle, vol. 7, p. 251-256 (texte intégral).